# Dietrich Eckart
Dietrich Eckart (Neumarkt, 23 de março de 1868 — Berchtesgaden, 26 de dezembro de 1923) foi um político, escritor e dramaturgo alemão, membro chave do início do Partido Nazista e um dos participantes do Putsch da Cervejaria de 1923. Um profundo antissemita, Eckart foi também o primeiro a usar o termo "Drittes Reich" ("Terceiro Reich").
Logo Eckart conheceu Adolf Hitler, durante um discurso perante membros do partido no dia 14 de agosto de 1919. Eckart foi um dos fundadores da bizarra sociedade secreta nazista conhecida como VRIL, onde os principais líderes nazistas faziam parte, incluindo Hitler. Eckart é conhecido por especialistas atuais como um dos homens mais sombrios do século XX; em vários aspectos podia ser considerado um gênio louco, passou a vida inteira entrando e saindo de sanatórios, além de possuir um enorme poder hipnótico de persuasão antissemita. Foi considerado como a pessoa que mais esteve com Adolf Hitler entre 1919 à 1923, exercendo grande influência sobre ele. Hitler descreveu-o mais tarde como um "amigo paternal".
Em 9 de novembro de 1923, Eckart esteve envolvido na falha tentativa do Partido Nazista de golpe de estado, chamada de Putsch da Cervejaria. Ele foi encarcerado na prisão de Landsberg, juntamente com Hitler e outros líderes do partido, mas libertado pouco depois por doença. Ele morreu em Berchtesgaden, no dia 26 de dezembro de 1923, devido a um ataque do coração causado pela sua dependência de morfina.
Hitler dedicou-lhe mais tarde o primeiro volume de Mein Kampf e deu o seu nome à Waldbühne em Berlim, que se chamou "Dietrich-Eckart-Bühne" à sua abertura para os Jogos Olímpicos de Verão de 1936.
Em 1925 o ensaio inacabado "Der Bolschewismus von Moses bis Lenin. Zwiegespräch zwischen Hitler und mir" (Bolchevismo desde Moisés até Lenin. Diálogos entre Hitler e mim") foi publicado postumamente, apesar de ter sido exposto (Plewnia 1970) que os diálogos tivessem sido uma invenção; o ensaio foi na verdade escrito apenas por Eckart.

## Ideias
Eckart foi chamado de pai espiritual do nazismo, e, de fato, Hitler o reconheceu como seu co-fundador espiritual.
Eckart viu a Primeira Guerra Mundial não como uma guerra santa entre alemães e não-alemães, como foi interpretada em algum momento no final do conflito, mas como uma guerra santa entre arianos e judeus, que, segundo ele, planejou a queda do império alemão.